# Морант, Джа
Теме́триус Джаме́л «Джа» Мора́нт (англ. Temetrius Jamel «Ja» Morant; род. 10 августа 1999 год, Далзелл, Южная Каролина, США) — американский профессиональный баскетболист, выступающий в Национальной баскетбольной ассоциации за команду «Мемфис Гриззлис». Играет на позиции разыгрывающего защитника. На студенческом уровне выступал за команду Мюррейского государственного университета «Мюррей Стэйт Рейсерс». На драфте НБА 2019 года он был выбран под вторым номером командой «Мемфис Гриззлис».

## Биография

### Ранние годы
Морант родился в Далзелле, штат Южная Каролина. Его отец, Ти Морант, был профессиональным баскетболистом, однако, когда родился Джа, он закончил свою баскетбольную карьеру, и стал парикмахером. Джа тренировался на своём заднем дворе вместе с отцом, который научил его степ-бэк броску и купил ему тракторные шины, чтобы тренировать прыжки с мягкой посадкой. В детстве Джа часто играл против более взрослых соперников, на что всегда говорил маме: «Меня не волнуют большие дети». Морант играл за «Южную Каролину Хорнетс», небольшую низовую команду, базирующуюся в Колумбии, Южная Каролина. В течение одного сезона он был товарищем по команде с Зайоном Уильямсоном, будущим первым номером драфта НБА.

### Средняя школа
Морант учился в школе Крествуд в Самтере, Южная Каролина. За первые три года в баскетбольной команде Морант вырос со 175 до 183 см. Морант окончил школу как лучший бомбардир в её истории, набрав 1679 очков, а также установил рекорд по очкам за один матч — 47 в матче с командой Самтерской школы. В последние два года школы Джа набирал в среднем 27 очков, 8 подборов и 8 ассистов за игру. Также за время своего выступления за команду Крествуда Морант стал 3-кратным MVP штата Южная Каролина.

## Карьера в колледже

### Колледж
Морант не был в списках рекрутинговых служб ESPN, 247Sports или Rivals. Единственное приглашение от крупной программы первого дивизиона NCAA было от университета Южной Каролины. Его случайно обнаружила среднего уровня программа Мюррейского государственного университета в июле 2016 года, когда помощник тренера Джеймс Кейн посетил лагерь в надежде увидеть игрока, который присоединится к «Мюррей Стэйт Рейсерс». В поисках перекуса Кейн заметил, что Морант играет 3×3 на дополнительной площадке. Под впечатлением он связался с главным тренером «Рейсерс» Мэттом МакМэном, который вскоре предложил Моранту стипендию. 3 сентября 2016 года Морант пообещал играть за «Мюррей Стейт» во время ужина в доме МакМэна. Также Моранта приглашали университет Дюкейна, университет штата Мэриленд Истерн Шор, государственный университет Южная Каролина и колледж Уоффорд.

#### Первый курс
10 ноября 2017 года Морант дебютировал за «Мюррей Стэйт Рейсерс» с 7 очками и 11 передачами в победе со счётом 118—61 над университетом Брешиа Национальной ассоциации межуниверситетского спорта (NAIA). 12 декабря он собрал свой первый в карьере дабл-дабл, набрав 10 очков, 12 подборов и 6 передач, проиграв «Сент-Луису» 69—55. 28 декабря Джа собрал свой первый в карьере трипл-дабл, записав на свой счёт 11 очков, 10 подборов и 14 передач в победе над «Восточным Иллинойсом» 80—52. Морант оформил второй трипл-дабл в истории колледжа, первый собрал Айзек Майлз в 1984 году. Также Джа обновил рекорд по передачам для CFSB Центра, домашней арены «Рейсерс», до этого рекорд принадлежал Обри Ризу — 12, столько он сделал результативных передач в матче против «Алабама Стэйт Хорнетс» в 1999 году. 1 февраля 2018 года он установил рекорд сезона, набрав 23 очка против «Саутист Миссури Стэйт Редхокс». Набирая в среднем 12,7 очка, 6,5 подборов и 6,3 передачи за игру, Морант попал в сборную конференции долины Огайо (OVC) и сборную новичков OVC. Он стал седьмым первокурсником за 25 лет, набравшим 150 передач, 150 подборов и 10 блоков, при проценте попадания с поля не ниже 42.

#### Второй курс
Будучи второкурсником, Морант взял на себя ведущую роль в «Рейсерс» после ухода ключевых игроков. В дебютном матче сезона он набрал 26 очков и 11 передач в победе над «Райт Стэйт» со счётом 74—53. 24 ноября 2018 года Морант набрал 29 очков, 13 подборов и 12 передач в победе над «Миссури Стэйт» 77—66, став первым игроком «Мюррей Стэйт», который когда-либо собирал несколько трипл-даблов. В своей следующей игре он набрал, рекордные для него в том сезоне, 38 очков, проиграв «Алабаме» 78—72. Примерно к декабрю 2018 года Морант был почти единодушно проектирован в первую пятёрку драфта НБА 2019 года, а в конце января 2019 года по крайней мере один портал прогнозировал его в качестве первого номера драфта НБА 2019 года.
10 января 2019 года Морант попал в список 25 кандидатов на приз имени Джона Вудена, награды, присуждаемой лучшему студенту сезона. В тот же день он побил школьный рекорд по количеству передач в одной игре — 18, а также набрал 26 очков против университета штата Теннесси в Мартине. 19 января он установил новый личный рекорд, набрав 40 очков, 11 передач, 5 перехватов и 21/21 раз попав со штрафной линии в победе над «СИУ Эдуардсвилл». Морант побил рекорд конференции по количеству последовательных реализованных штрафных бросков и стал десятым игроком в истории «Мюррей Стэйт», набравшим 40 очков в одной игре. Морант также стал первым игроком первого дивизиона NCAA за 20 лет, который набрал минимум 40 очков, 10 передач и 5 перехватов в одной игре. 2 февраля Джа набрал 28 очков и 7 передач в победе над Теннесси Тек 67-63. Он побил школьный рекорд по передачам за сезон, установленный Чэдом Таунсендом в сезоне 1996/97 и равнявшийся 212 передачам. После 25 очков, 8 подборов и 14 передач против «Восточного Кентукки» Морант стал 46-м игроком «Мюррей Стэйт» с 1000 очками за карьеру в колледже и побил рекорд OVC по передачам за один сезон, который Дуэйн Вашингтон («Миддл Теннесси») удерживал в течение 32 лет.
В конце регулярного сезона он был назван игроком года конференции долины Огайо и попал в сборную All-OVC, лидируя в первом дивизионе NCAA по передачам. Позже он попал в первую сборную All-American по версии Ассоциации баскетбольных журналистов США (USBWA) и во вторую сборную по версии американского спортивного журнала Sporting News. 8 марта в полуфинале турнира OVC против «Джексонвилл Стэйт» Морант набрал 29 очков, включая победный двухочковый с фолом. Один день спустя Джа набрал 36 очков, 7 подборов и 3 передачи, победив «Белмонт Брюинз» 77—65, которые играли без своего основного центрового, попавшего в первую сборную All-OVC, травмированного Ника Мушински, и взяли титул чемпиона конференции долины Огайо. Впоследствии Морант был признан MVP турнира. 21 марта Морант набрал 17 очков, 11 подборов и 16 передач и помог своей команде обыграть «Маркетт» со счётом 83—64 в первом раунде турнира NCAA 2019 года. Он стал восьмым игроком, официально зарегистрировавшим трипл-дабл в истории турнира. Во втором раунде он набрал 28 очков в матче, проигранном команде «Флорида Стэйт» со счётом 90—62. Во время игры Морант установил школьные рекорды по передачам за карьеру и по очкам за сезон. Он закончил свою кампанию второкурсника, набирая в среднем 24,5 очка, 5,7 подборов, 10 передач и 1,8 перехвата за игру. Морант стал первым игроком NCAA, набиравшим как минимум 20 очков и 10 передач в среднем за игру в течение сезона.

## Профессиональная карьера

### Мемфис Гриззлис (2019—настоящее время)

#### Сезон 2019/20
Морант был выбран под вторым номером на драфте НБА 2019 года командой «Мемфис Гриззлис». 2 июля 2019 года Морант подписал двухлетний контракт с «Мемфис Гриззлис» на сумму 17,9 миллиона долларов. 23 октября 2019 года Морант провёл свой первый матч в НБА против Майами Хит (101:120), набрав 14 очков, 4 подбора и 4 передачи, а также по одному перехвату и блок-шоту. 9 февраля 2020 года Морант сделал свой первый трипл-дабл в карьере НБА в игре против «Вашингтон Уизардс» и помог своей команде победить со счётом 106:99. В сезоне 2019/20 Морант был лидером НБА среди новичков по передачам в среднем за игру (7,1) и по набранным очкам (1138, 17,8 в среднем за игру). 4 сентября 2020 года Морант был назван новичком года НБА, победив в голосовании Кендрика Нанна (Майами Хит) и Зайона Уильямсона (Нью-Орлеан Пеликанс).

#### Сезон 2020/21
23 декабря 2020 года Морант набрал рекордные в карьере 44 очка, а также девять передач, два подбора и два перехвата в матче против «Сан-Антонио Спёрс» (119:131).
21 мая 2021 года в матче раунда плей-ин против «Голден Стэйт Уорриорз» (117:112 ОТ) Морант набрал 35 очков, 6 подборов и 6 передач, обеспечив тем самым своей команде место в плей-офф впервые за четыре сезона. Два дня спустя Морант дебютировал в плей-офф, набрав 26 очков, 4 подбора и 4 передачи, и помог «Гриззлис» одержать победу в первом матче серии против «Юты Джаз» (112:109). Во второй игре серии Морант набрал 47 очков и 7 передач, однако «Мемфис» уступил со счётом 129:141. «Гриззлис» уступили в серии из пяти матчей и выбыли из плей-офф.

#### Сезон 2021/22

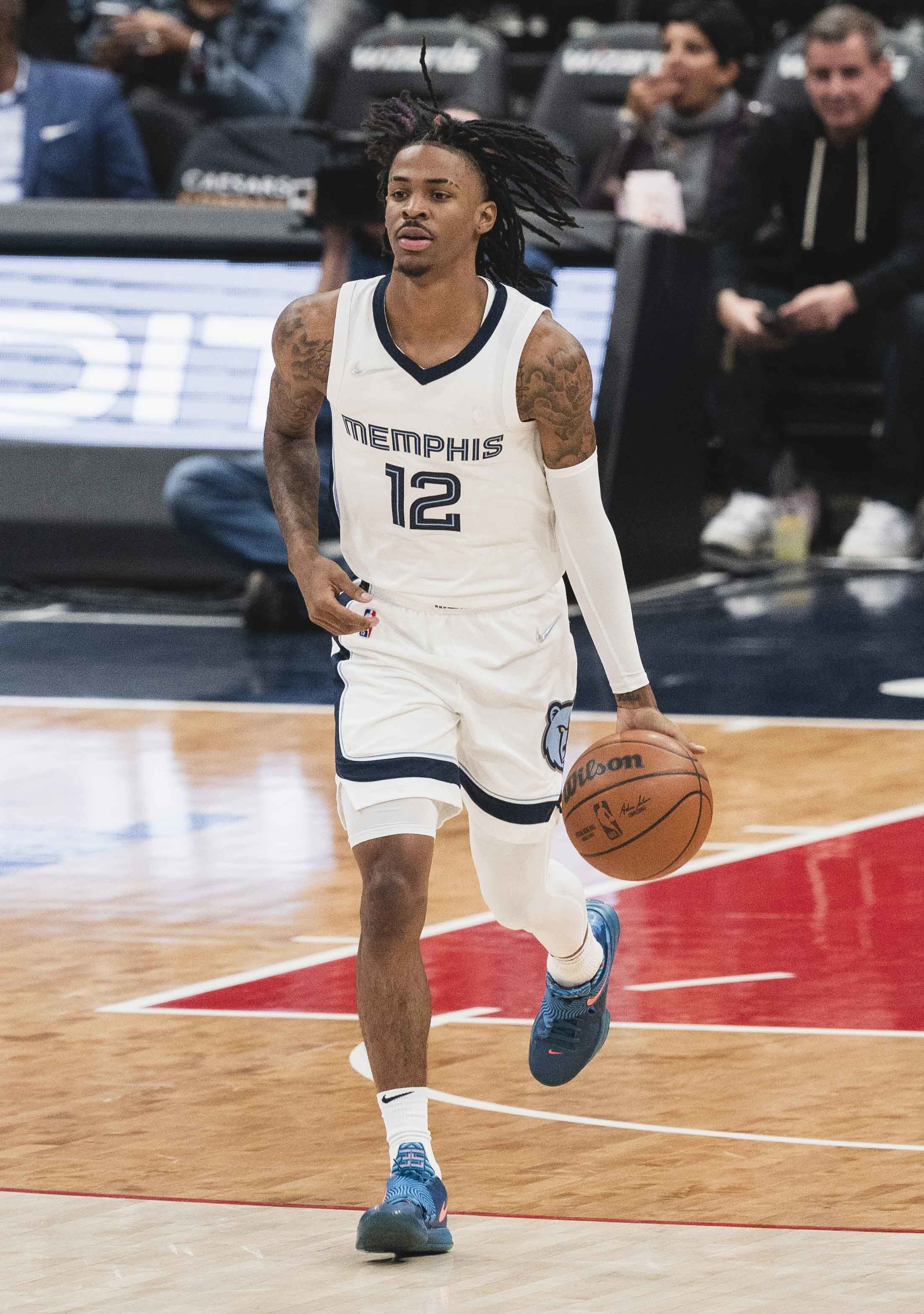
Морант в 2021 году

20 октября 2021 года в первом матче сезона Морант набрал 37 очков и шесть передач в матче против «Кливленд Кавальерс» (132:121). 24 октября он набрал 40 очков и 10 передач в матче против «Лос-Анджелес Лейкерс» (118:121). 29 декабря Морант набрал рекордные в сезоне 41 очко, а также реализовал рекордные в карьере шесть трёхочковых бросков в матче против «Лейкерс» (104:99). 4 января 2022 года Морант набрал 36 очков, 8 передач и 6 подборов в матче против «Бруклин Нетс» (118:104). 21 января 2022 года Морант набрал 38 очков, 6 подборов, 6 передач и 2 перехвата в матче против «Денвер Наггетс» (122:118). 26 января 2022 года Морант повторил свой рекорд сезона по очкам (41), а также сделал 8 передач, 5 подборов и 2 перехвата в матче против «Сан-Антонио Спёрс» (118:110). 27 января 2022 года Морант был выбран для участия в своём первом Матче всех звёзд НБА и получил место в стартовой пятёрке команды Западной конференции. На следующий день он сделал четвёртый в своей карьере трипл-дабл, набрав 30 очков, 10 подборов и 10 передач в матче против «Юты Джаз» (119:109).

#### Сезон 2022/23: Продление контракта и конфликты
6 июля 2022 года Морант подписал пятилетний контракт с «Гриззлис». Сумма контракта включает 193 миллиона долларов гарантированных денег, которые будут увеличены до 231 миллиона долларов в случае его включения в сборную НБА по итогам сезона. 21 октября во второй игре сезона Морант набрал 49 очков, 4 подбора, 8 передач и 2 блока при 17 из 26 бросков с игры в победе над «Хьюстон Рокетс» со счетом 129-122. Он установил рекорд «Гриззлиз» по количеству очков, набранных за первые две игры сезона (83). 27 ноября Морант оформил свой пятый в карьере трипл-дабл, набрав 27 очков, 10 подборов и 14 передач в победе над «Нью-Йорк Никс» со счетом 127:123. Он также сравнялся с Марком Газолем по количеству трипл-даблов в истории «Гриззлис». 7 декабря Морант оформил свой шестой трипл-дабл в карьере, набрав 26 очков, 13 подборов и 11 передач в победе над «Оклахома-Сити Тандер» со счетом 123:102. Он также превзошел Марка Газоля по количеству трипл-даблов в истории «Гриззлис».
29 января 2023 года Морант оформил свой седьмой в карьере трипл-дабл, набрав 27 очков, 10 подборов и 15 передач в победе над «Индианой Пэйсерс» со счетом 112:100. Он также стал первым игроком в истории «Гриззлис», набравшим в одной игре не менее 25 очков, 10 подборов и 15 передач. 2 февраля Морант был второй раз приглашен на Игру всех звезд НБА в качестве запасного защитника Западной конференции.
В третьей игре серии первого раунда плей-офф против «Лос-Анджелес Лейкерс» Морант набрал 45 очков, 22 из которых пришлись на четвертую четверть, а также 13 передач и девять подборов в проигрыше со счетом 101:111. Его 22 очка, набранные в четвертой четверти, являются самым большим количеством очков, набранных за четверть в игре плей-офф в истории «Гриззлис». «Мемфис» проиграл серию в 6 матчах.

#### Инцидент с «Индианой Пэйсерс»
5 февраля 2023 года The Athletic опубликовал отчет, в котором описывалась перепалка между помощниками Моранта и игроками «Индианы Пэйсерс», с которыми команда играла 29 января. Во время игры защитник «Пэйсерс» Эндрю Нембхард вступил в словесную перепалку с отцом Моранта. Затем Морант подошел и обменялся словами с Нембхардом, а защитник «Пэйсерс» Крис Дуарте также попытался вступить в физическую перепалку с Морантом. Форвард «Пэйсерс» Джеймс Джонсон обменялся словами с Давонтом Паком, помощником Моранта, и Пак был впоследствии удален с игры.
По данным сайта, знакомые Моранта «агрессивно противостояли» членам тусовки «Пэйсерс» возле их командного автобуса. Позже человек во внедорожнике, в котором ехал Морант, якобы направил на автобус лазер. Два члена команды «Пэйсерс», которые разговаривали с The Athletic, считают, что лазер был прикреплен к пистолету. Охранник «Пэйсерс», находившийся рядом с местом остановки автобуса, заметил: «Это стопроцентно пистолет», а еще один человек, присутствовавший при инциденте, заявил, что «почувствовал, что мы в серьезной опасности». Позднее НБА провела расследование инцидента, опросив нескольких человек и просмотрев записи с камер наблюдения. Пресс-секретарь Майк Басс заявил The Athletic, что, хотя лига «подтвердила, что после игры возникла ситуация, которая носила конфронтационный характер», они не смогли «подтвердить, что кто-то угрожал другим оружием». Басс также сообщил, что «определенным лицам, вовлеченным» в инциденты, было запрещено посещать игры в FedEx Forum, арене «Гриззлис». Позже Морант опубликовал в Твиттере твит, в котором опроверг все обвинения и уточнил, что Паку запретили посещать «Форум» в течение года.

#### Инциденты с оружием
4 марта 2023 года стало известно, что НБА начала расследование в связи с видео в Instagram, на котором Морант демонстрирует пистолет в ночном клубе Колорадо ранее утром, спустя несколько часов после поражения от будущего чемпиона НБА «Денвер Наггетс». Позже в тот же день «Гриззлис» объявили, что Морант покинет команду как минимум на две игры. В тот же день Морант опубликовал официальное заявление, в котором говорилось, что он покидает команду на «неопределенный срок», чтобы найти лучшие средства для борьбы со стрессом, беспокойством и общим самочувствием. Он также деактивировал свои аккаунты в Instagram и Twitter. Обувная компания Nike, с которой Морант сотрудничает, выпустила заявление по поводу инцидента. В своем заявлении они сказали: «Мы ценим ответственность Джа и то, что он нашел время, чтобы получить необходимую ему помощь. Мы поддерживаем то, что он уделяет первостепенное внимание своему благополучию». Сообщается, что Морант также прошел программу психологической помощи во Флориде. 5 марта главный тренер «Гриззлис» Тейлор Дженкинс заявил, что сроки возвращения Моранта в команду не определены. 8 марта «Гриззлис» объявили, что Морант будет отсутствовать в команде как минимум в течение следующих четырех игр.
15 марта Морант встретился с комиссаром НБА Адамом Сильвером в Нью-Йорке после того, как вышел из программы психологической помощи. На встрече также присутствовало несколько других руководителей НБА. В тот же день НБА объявила, что отстранила Моранта на восемь игр без сохранения заработной платы за инцидент в ночном клубе. Эта дисквалификация покрывала шесть игр, которые Морант уже пропустил в результате своего отпуска из «Гриззлис», что означало, что он сможет вернуться к игре уже 20 марта.
14 мая, через два месяца после первой дисквалификации, он был отстранен «Гриззлис» от всех командных мероприятий за то, что продемонстрировал пистолет во время очередной сессии в Instagram, в данном случае на аккаунте своего друга Давонта Пака. После этого инцидента Сильвер заявил, что он «шокирован» и что лига и команда оценят степень дальнейших дисциплинарных мер. 16 июня он был отстранен на 25 игр при условии, что он выполнит программу, спонсируемую лигой, которая устранит его проступки.

#### Сезон 2023/24: Возвращение после дисквалификации и травма
19 декабря 2023 года Морант вернулся из дисквалификации, набрав 27 из 34 очков во второй половине матча, а также реализовав победный бросок в матче против «Нью-Орлеан Пеликанс» (115-113). 8 января 2024 года стало известно, что Морант перенесет операцию на правом плече, которая закончится через сезон, после того как он получил подвывих во время тренировки команды.

#### Сезон 2024/25
1 ноября 2024 года Морант в матче против «Милуоки Бакс» оформил 12-й трипл-дабл в карьере, набрав 26 очков, 10 подборов и 14 передач при 9 из 16 с игры за 29 минут.
6 ноября 2024 года Морант в матче против «Лос-Анджелес Лейкерс» покинул площадку в третьей четверти из-за проблем с мышцей задней поверхности бедра правой ноги. Позднее у него был диагностирован подвывих тазобедренного сустава с сопутствующими растяжениями мышц.
26 ноября 2024 года Морант вернулся на площадку в игре с «Портлендом Трейл Блэйзерс» (123:98), набрав 22 очка и 11 передач за 23 минуты. Он пропустил 8 игр из-за травмы.
В начале декабря Морант заявил, что больше не будет делать данки из-за риска получить травму. До этого момента он сделал всего 4 данка за 12 игр.

## Личная жизнь
У Моранта есть младшая сестра, Тения, которая росла, играя с ним в баскетбол на заднем дворе, и теперь выступает за среднюю школу Хиллкрест в Далзелле. На левой руке Моранта набита татуировка с фразой: «beneath no one» — совет, который ему дала его мать. Любимым артистом Моранта является рэпер Lil Baby. Атлетизм Моранта часто сравнивают с разыгрывающим Расселом Уэстбруком, который, по словам Моранта, является его любимым игроком.
7 августа 2019 года у Моранта и его подруги К. К. Диксон родилась дочь по имени Каари Джэйдин Морант.

## Статистика

### Статистика в НБА
| Сезон                                                                                    | Команда | Регулярный сезон | Регулярный сезон | Регулярный сезон | Регулярный сезон | Регулярный сезон | Регулярный сезон | Регулярный сезон | Регулярный сезон | Регулярный сезон | Регулярный сезон | Регулярный сезон | Серия плей-офф | Серия плей-офф | Серия плей-офф | Серия плей-офф | Серия плей-офф | Серия плей-офф | Серия плей-офф | Серия плей-офф | Серия плей-офф | Серия плей-офф | Серия плей-офф |
| Сезон                                                                                    | Команда | GP               | GS               | MPG              | FG%              | 3P%              | FT%              | RPG              | APG              | SPG              | BPG              | PPG              | GP             | GS             | MPG            | FG%            | 3P%            | FT%            | RPG            | APG            | SPG            | BPG            | PPG            |
| ---------------------------------------------------------------------------------------- | ------- | ---------------- | ---------------- | ---------------- | ---------------- | ---------------- | ---------------- | ---------------- | ---------------- | ---------------- | ---------------- | ---------------- | -------------- | -------------- | -------------- | -------------- | -------------- | -------------- | -------------- | -------------- | -------------- | -------------- | -------------- |
| 2019/20                                                                                  | Мемфис  | 67               | 67               | 31,0             | 47,7             | 33,5             | 77,6             | 3,9              | 7,3              | 0,9              | 0,3              | 17,8             | Не участвовал  | Не участвовал  | Не участвовал  | Не участвовал  | Не участвовал  | Не участвовал  | Не участвовал  | Не участвовал  | Не участвовал  | Не участвовал  | Не участвовал  |
| 2020/21                                                                                  | Мемфис  | 63               | 63               | 32,6             | 44,9             | 30,3             | 72,8             | 4,0              | 7,4              | 0,9              | 0,2              | 19,1             | 5              | 5              | 40,5           | 48,7           | 32,3           | 77,5           | 4,8            | 8,2            | 0,4            | 0,0            | 30,2           |
| 2021/22                                                                                  | Мемфис  | 57               | 57               | 33,1             | 49,3             | 34,4             | 76,1             | 5,7              | 6,7              | 1,2              | 0,4              | 27,4             | 9              | 9              | 37,5           | 44,0           | 34,0           | 74,7           | 8,0            | 9,8            | 2,0            | 0,4            | 27,1           |
| 2022/23                                                                                  | Мемфис  | 61               | 59               | 31,9             | 46,6             | 30,7             | 74,8             | 5,9              | 8,1              | 1,1              | 0,3              | 26,2             | 5              | 5              | 37,4           | 42,5           | 41,9           | 76,9           | 6,8            | 7,0            | 1,8            | 0,2            | 24,6           |
| 2023/24                                                                                  | Мемфис  | 9                | 9                | 35,3             | 47,1             | 27,5             | 81,3             | 5,6              | 8,1              | 0,8              | 0,6              | 25,1             | Не участвовал  | Не участвовал  | Не участвовал  | Не участвовал  | Не участвовал  | Не участвовал  | Не участвовал  | Не участвовал  | Не участвовал  | Не участвовал  | Не участвовал  |
|                                                                                          | Всего   | 257              | 255              | 32,2             | 47,2             | 31,8             | 75,5             | 4,8              | 7,4              | 1,0              | 0,3              | 22,5             | 19             | 19             | 38,3           | 44,9           | 35,7           | 75,8           | 6,8            | 8,6            | 1,5            | 0,3            | 27,3           |
| Наведите курсор мыши на аббревиатуры в заголовке таблицы, чтобы прочесть их расшифровку. |         |                  |                  |                  |                  |                  |                  |                  |                  |                  |                  |                  |                |                |                |                |                |                |                |                |                |                |                |

### Статистика в NCAA
| Сезон | Команда      | Conf  | Class | GP | GS | MPG  | FG%  | 3P%  | FT%  | RPG | APG  | SPG | BPG | PPG  |
| --- | ------------ | ----- | ----- | -- | -- | ---- | ---- | ---- | ---- | --- | ---- | --- | --- | ---- |
| 2017/18 | Мюррей Стэйт | OVC   | FR    | 32 | 32 | 34,0 | 45,9 | 30,7 | 80,6 | 6,5 | 6,3  | 0,9 | 0,4 | 12,7 |
| 2018/19 | Мюррей Стэйт | OVC   | SO    | 33 | 33 | 36,6 | 49,9 | 36,3 | 81,3 | 5,7 | 10,0 | 1,8 | 0,8 | 24,5 |
| Всего | Всего        | Всего | Всего | 65 | 65 | 35,3 | 48,5 | 34,3 | 81,0 | 6,1 | 8,2  | 1,4 | 0,6 | 18,7 |
| Наведите курсор мыши на аббревиатуры в заголовке таблицы, чтобы прочесть их расшифровку Статистика приведена с сайта sports-reference.com |              |       |       |    |    |      |      |      |      |     |      |     |     |      |